# Kamienka (district de Stará Ľubovňa)
Pour les articles homonymes, voir Kamienka.
Kamienka (allemand : Steindorf in der Zips ) est un village de Slovaquie situé dans la région de Prešov.

## Histoire
Première mention écrite du village en 1342.

## Démographie

### Évolution de la population
| Année:               | 1994. | 2004.   | 2014.   | 2024.   |
| -------------------- | ----- | ------- | ------- | ------- |
| Nombre de personnes: | 1440  | 1409    | 1376    | 1341    |
| Différence:          |       | -2,15 % | -2,34 % | -2,54 % |

| Année:               | 2023. | 2024.   |
| -------------------- | ----- | ------- |
| Nombre de personnes: | 1327  | 1341    |
| Différence:          |       | +1,05 % |